# Franz Bauer (Historiker)
Franz J. Bauer (* 27. März 1952 in Moosburg an der Isar) ist ein deutscher Historiker.

## Leben
Franz Bauer studierte an der Ludwig-Maximilians-Universität München die Fächer Germanistik und Geschichte und wurde 1981 bei Gerhard A. Ritter mit einer Arbeit zum Thema Flüchtlingspolitik in Bayern 1945–1950 promoviert. Er war anschließend als Hochschulassistent  bei Dieter Albrecht an der Universität Regensburg tätig. Seine Habilitation erfolgte 1989 ebenfalls in Regensburg (Familienbiographische Untersuchungen zum deutschen Bürgertum im 19. Jahrhundert).
Nachdem er 1989/90 Förderstipendiat des Historischen Kollegs München war, hatte er 1991/92 eine Gastdozentur am Deutschen Historischen Institut in Rom inne.
Seit 1993 war Bauer Inhaber einer Fiebiger-Professur an der LMU München, bis er 1995 an die Universität Regensburg wechselte. Dort war er als Nachfolger von Dieter Albrecht bis 2017 Inhaber des Lehrstuhls für Neuere und Neueste Geschichte.
Seine Forschungsschwerpunkte sind die Monumentalsymbolik und politische Architektur im Nationalstaat, Vergleichende Ideen- und Mentalitätsgeschichte der industriellen Moderne in Europa und die Geschichte Italiens von der staatlichen Einigung bis zum Faschismus.

## Schriften
- Die Regierung Eisner 1918/19. (Bearb., = Quellen zur Geschichte des Parlamentarismus und der politischen Parteien. 1. Reihe: Von der konstitutionellen Monarchie zur parlamentarischen Republik. Bd. 10), Düsseldorf 1987, ISBN 3-7700-5138-6.
- Flüchtlinge und Flüchtlingspolitik in Bayern. 1945–1950. Stuttgart 1982, ISBN 3-6089-1066-2.
- Bürgerwege und Bürgerwelten. Familienbiographische Untersuchungen zum deutschen Bürgertum im 19. Jahrhundert. Göttingen 1991, ISBN 3-525-35945-4.
- Gehalt und Gestalt in der Monumentalsymbolik: Zur Ikonologie des Nationalstaats in Deutschland und Italien 1860–1914. Stiftung Historisches Kolleg (Vorträge 30), 1992 (Digitalisat).
- Geschichte des Deutschen Hochschulverbandes. München 2000, ISBN 3-598-11440-0.
- Das „lange“ 19. Jahrhundert: Profil einer Epoche. Stuttgart 2004, ISBN 3-15-017043-5; 3., durchgesehene und aktualisierte Auflage Stuttgart 2010; 4., durchgesehene und aktualisierte Auflage Stuttgart 2017; 5., aktualisierte und erweiterte Auflage Stuttgart 2021; ISBN 978-3-15-018770-8.
- Rom im 19. und 20. Jahrhundert. Konstruktion eines Mythos. Regensburg 2009, ISBN 978-3-7917-2171-2.
- Leutnant Ghirrardi erobert Rom. Roman. Hamburg 2020, ISBN 978-3-347-18783-2.